# Вольфарт, Карл
Карл Адриан Вольфарт (швед. Karl Adrian Wohlfart; 19 ноября 1874 — 30 апреля 1943) — шведский пианист, композитор и музыкальный педагог.
Учился в Королевской Высшей школе музыки у Йозефа Денте, Юхана Линдегрена и Эрнста Эльберга, затем совершенствовал профессиональное мастерство в Берлине под руководством Ханса Пфицнера и Карла Барта. С 1901 г. преподавал в музыкальной школе Рихарда Андерссона. В 1913 г. открыл в Стокгольме собственную музыкальную школу, среди учеников которой был, в частности, Мельхер Мельхерс. Одновременно с 1911 г. был органистом в Сундбюбергской церкви.
Композиторское наследие Вольфарта состоит преимущественно из фортепианных пьес (включая концерт и концертштюк для фортепиано с оркестром), а также нескольких вокальных циклов. Опубликовал также учебник фортепианной игры, сборники упражнений.
Сын — Гуннар Вольфарт (1910—1961), физиолог, профессор Лундского университета.